# 마이크로프트 홈즈

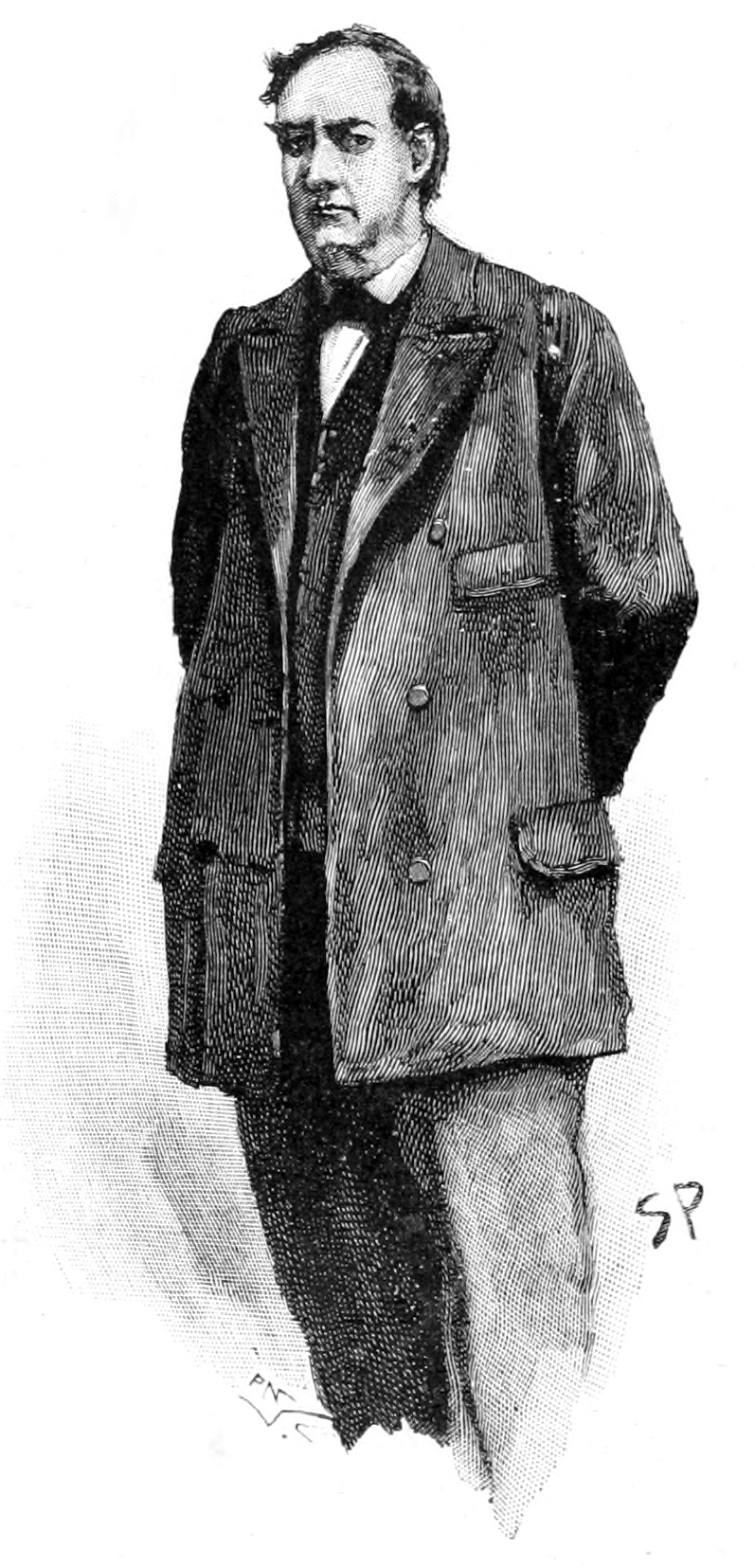
《셜록 홈즈의 회상록》 중 《그리스어 통역관》에 등장하는 마이크로프트 홈즈를 묘사한 삽화

마이크로프트 홈스(영어: Mycroft Holmes, 1847년 ~ 1946년)는 아서 코넌 도일의 추리소설에 등장하는 주인공 셜록 홈스의 친형이다. 셜록 홈스보다 7살 연상이다.

## 작중 행적
- 《셜록 홈즈의 회상록》 중 《그리스어 통역관》: 처음으로 등장하였다. 셜록 홈스의 표현에 따르자면 그는 셜록 홈스보다 우수한 사람이라고 한다. 디오게네스 클럽(The Diogenes Club)의 창립자 중 한 명이기도 하다.
- 《셜록 홈즈의 회상록》 중 《마지막 사건》: 두 번째로 등장하였다. 그러나 여기서 마이크로프트는 직접 나타나 행동하는 것이 아니라, 셜록 홈스의 간단한 언급을 통해 마부로 변장했다는 것을 알 수 있다.
- 《마지막 인사》 중 《브루스 파팅턴호 설계도》: 세 번째로 등장하였다. 여기서 셜록 홈스는 마이크로프트 홈스가 영국 정부의 하급 관리일 뿐만 아니라 때로는 영국 정부 그 자체라고 말하였다.
- 《마지막 인사》 중 《마지막 인사》: 마지막으로 등장하였다. 마지막 사건 때와 같이 그는 직접 행동하는 것이 아니라, 셜록 홈스의 언급을 통해 운전사로 변장했었음을 추정할 수 있다.

## 미디어
- 2010년, 셜록 (TV 시리즈)에서는 마크 게이티스가 분하였다.
- 2011년, 셜록 홈즈: 그림자 게임에서는 스티븐 프라이가 분하였다.